# Michel Elefteriades
Michel Elefteriades (en árabe: ميشال ألفتريادس, en griego: Μιχαήλ Ελευθεριάδης) (nacido el 22 de junio de 1970) es un activista político, artista, productor y empresario greco-libanés. Es conocido en el mundo árabe por sus creencias y opiniones poco ortodoxas, que han generado controversia e incitado a respuestas apasionadas tanto de parte de sus partidarios como de sus detractores.

## Biografía y educación
Con una madre libanesa y un padre de ascendencia griega bizantina (que es el sobrino nieto de Saint Chrysostomos Kalafatis, obispo metropolitano de Smyrna), Elefteriades, que nació en Líbano, habla seis idiomas y ha viajado por todo el mundo. Estudió Bellas artes y Publicidad en Nantes, Francia, y tiene un máster en Diseño gráfico y artes comunicativas de la Academia Libanesa de Bellas Artes (ALBA).

### Chrysostomos Kalafatis
El metropolitano Chrysostomos Kalafatis, nacido el 8 de enero de 1867 en Triglia (hoy Tirilye), en Bitinia, y masacrado en Smyrna (hoy Izmir), es tío bisabuelo de Michel Elefteriades. En 1902 Chrysostomos Kalafatis fue elegido Metropolitano de Dráma. En septiembre de 1922, durante la guerra greco-turca, el obispo Crisóstomo murió en las calles de Izmir, después de humillantes y atroces mutilaciones y torturas.
Fue declarado mártir y santo de la Iglesia Ortodoxa Oriental por el Santo Sínodo de la Iglesia de Grecia el 4 de noviembre de 1992. Su fiesta es el domingo anterior a la Exaltación de la Santa Cruz (7 al 13 de septiembre).

## Carrera musical y en el mundo del espectáculo
Elefteriades es el autor y compositor de más de 120 canciones para artistas europeos y árabes como: Tony Hanna, Demis Roussos, Jean-Jacques Lafon, Nahawand, Hanine Y Son Cubano, Sébastien El Chato, José Gàlvez, José Fernández Torres, y también ha trabajado con Saber Rebaï, Moein Sharif, Wadih Al Safi, y Mohamad el Mazem. Elefteriades es considerado un pionero árabe del World Music fusion
.
Como productor musical, algunas de sus creaciones se consideran experimentos musicales de éxito en el mundo árabe.
Algunos de estos son:
- Hanine Y Son Cubano[8][9][10]

- Wadih El Safi dúo con José Fernández[11][12][13]

- Demis Roussos y Oriental Roots Orchestra[14][15][16]

- Tony Hanna y Yugoslavian Gipsy Brass Band[17][18][19]

Ha dirigido varios videos musicales, para artistas como Gálvez, Demis Roussos, Tony Hanna, The Chehade Brothers, Hanine Y Son Cubano, Nahawand, Tania Saleh, José Fernández, Abdel Karim Chaar, Yusra, Rom Bakhtale, Tino Favazza. Elefteriades también ha dirigido documentales sobre Tony Hanna y sobre la vida de Nahawand. 

### Organización de eventos
En 1999, Elefteriades fundó el "Festival Internacional Byblos Mediterráneo", y fue su director desde 1999 hasta 2003. En el año 2004, escribió, compuso y dirigió el musical "The Journey of Four Songs" para el Baalbek International Festival.

### Elef.Records
Elefteriades es fundador y copropietario de "Elef.Records", una antigua discográfica de Warner Music que ha producido los siguientes álbumes:
- Bilal The Gipsy Prince – Live At The MusicHall

- The Chehade Brothers – Live At The MusicHall

- The Chehade Brothers – A Bridge Over the Mediterranean[33]

- Hanine Y Son Cubano – Arabo-Cuban, 10908 y The Festivals Album[34][35][36][37][38]

- José Fernández – Makhlouta[39]

- José Gálvez y la National Orchestra of Nowheristan[40]

- Lautaris

- Michel Elefteriades – L’Empereur chante – producción propia

- Mounir El Khawli – The Dragon of Tarab[41]

- Nahawand[42]

- Tania Saleh[43]

- Tony Hanna y la Yugoslavian Gipsy Brass Band – My Village, Lost Somewhere Between Beograd And Baghdad

- Wadih El Safi y José Fernández[44]

### Television
Elefteriades fue juez durante dos temporadas de The X Factor X, XSeer Al Najah (la versión árabe de The Factor X), en 2006 y 2007, siendo apodado "el Simon Cowell árabe"
.
En 2012, Elefteriades produjo y creó canciones de fusión occidental/oriental para Coke Studio, una serie de televisión de música en Oriente Medio y África del Norte con actuaciones de varios artistas árabes e internacionales que se reunieron para colaborar y grabar canciones de fusión originales mezclando dos o más géneros musicales únicos.
A pesar de tener el mismo nombre, Coke Studio Pakistan y Coke Studio Middle East tienen muy poco en común después de todos los cambios que Elefteriades trajo al formato original.
Los artistas destacados fueron: Wadih Al Safi (Líbano), Nancy Ajram (Líbano), José Gálvez (España), The Chehade Brothers (Palestina/Líbano), tenor Tino Favazza (Italia), DJ Jerry Ropero (Bélgica/España), Mohamed Hamaki (Egipto), Mohamed Mounir (Egipto), Shontelle (Barbados), The Wailers (Jamaica/Estados Unidos), The Yugoslavian Gipsy Brass Band (Serbia), Bilal (Líbano), Rouwaida Attieh (Siria), Yara (Líbano), Jannat (Marruecos), Jay Sean (Reino Unido), Saber Rebaï (Túnez), Fabián Bertero (Argentina) y Cairokee (Egipto).

## Hospitalidad y turismo
En 2003, Elefteriades fundó el "Beirut MusicHall", un recinto con una capacidad para 800 personas, especializado en un concepto único que lo convirtió en un club de noche popular en Oriente Medio.
En 2013, abrió un segundo local MusicHall en Dubái, Emiratos Árabes Unidos.
Ese mismo año, Elefteriades también abrió el "MusicHall Waterfront" en Beirut, un local al aire libre cerca del mar en el centro de Beirut.
Y en el verano de 2019, el MusicHall aterrizó en Jeddah, convirtiéndose en el primer club en abrir en el Reino de Arabia Saudita.
En otoño de 2022, el MusicHall abrió sus puertas en Doha, Catar.
En 2015, compró un palacio renacentista en Florencia, en el centro de Italia, que data del siglo XV. El Palazzo Magnani Feroni es actualmente un alojamiento con suites en el corazón de Florencia y tiene la terraza panorámica situada en una tejado más alta de la zona de Oltrarno, desde donde se pueden ver los principales monumentos de la ciudad.
En el verano de 2017, Michel Elefteriades abrió un nuevo restaurante y lounge, B By Elefteriades, un lujoso templo dedicado a los sentidos y al buen gusto.
En 2018, Michel Elefteriades decidió invertir nuevamente en Italia y adquirió de la noble familia Salviati la iglesia romana abandonada de San Procolo para convertirla en una galería de arte en la que exhibiría su colección de arte religioso medieval y sus creaciones. La iglesia de San Procolo, que estaba abandonada y cerrada desde 1966, es una de las iglesias más antiguas de Florencia y está ubicada en el epicentro de la ciudad, adyacente al Palazzo Bargello. En 2019, después de que Elefteriades comprara la iglesia, el Ministerio Italiano de Patrimonio Cultural ejerció su diritto di prelazione (derecho de preferencia), debido a la importancia de esta iglesia, un hecho sin precedentes en las últimas décadas. En una entrevista con "La Repubblica", Elefteriades dijo que está contento de que el ministerio y la Superintendencia se ocupen de la iglesia y que están haciendo un trabajo fundamental para la ciudad de Florencia.
En la primavera de 2019, abrió The Park By Elefteriades, un lugar al aire libre ubicado en la azotea del Yacht Club en Zaytouna Bay, en el corazón de Beirut.

## Bellas Artes
Como pintor, sus cuadros han sido presentados en varias exposiciones en Francia, Alemania y Líbano. En 1995, presentó The Wailing Wall, una obra de arte de 10x2 metros, en una edición especial del Salon des Artistes Décorateurs que tuvo lugar en el distrito central de Beirut (en lugar de su ubicación habitual en el Grand Palais de París). Esta obra produjo tal controversia que requirió custodia especial.
Como escultor, Michel Elefteriades ha trabajado en una serie de esculturas de bronce que representan el capitalismo y su influencia en las personas y en la sociedad. En enero de 2016, Elefteriades testificó en un caso sobre una supuesta secta de fieles satánicos. Algunos de sus trabajos han sido interpretados como símbolos satánicos. Debido a esto, se encuentra en el centro de una controversia orquestada por las Fuerzas Libanesas para intimidarlo.

## Escritura
Elefteriades es el autor de dos novelas, una de las cuales fue prohibida en el mundo árabe.
Tras una serie de entrevistas en “Utopia”, el distrito general de Nowheristan, el escritor francés Gérard De Villiers se inspira en la vida de Michel Elefteriades para crear el personaje de Mavros Nilatis de la novela “SAS: Le Chemin de Damas”.

## Política
Elefteriades ha estado implicado en el activismo político desde los 15 años. Fue un militante de extrema izquierda que se crio en el este de Beirut. En 1989, Elefteriades se comprometió con el movimiento político del entonces primer ministro libanés, el general Michel Aoun.

### M.U.R.
El 13 de octubre de 1990, las fuerzas sirias lanzaron un ataque contra el ejército libanés, derrotando al general Aoun y ocupando lo que quedaba del territorio libre de Líbano. Elefteriades huyó a Francia. En 1991, regresó a Líbano y fundó el Movimiento Unificado de la Resistencia (o M.U.R.), que dirigió hasta 1994. El M.U.R. era un grupo clandestino armado cuyo objetivo declarado era luchar contra la ocupación del Líbano por los ejércitos extranjeros. Elefteriades se implicaba a menudo en la organización de huelgas generales destinadas a paralizar el país. El M.U.R. se consideraba una organización ilegal de trabajadores y sus actividades a menudo tenían que ser implementadas secretamente. 
Durante este período, Elefteriades fue víctima de dos intentos de asesinato. El primero destrozó su coche con una trampa explosiva y el segundo intento fue una emboscada armada. Dejó el Líbano de nuevo, viviendo en Francia y Cuba desde 1994 hasta 1997.
Elefteriades participó activamente en la Revolución del Cedro del Líbano al organizar, en abril de 2005, una serie de festividades para celebrar la unidad nacional, incluyendo un programa de conciertos gratuitos que tuvieron lugar en el centro de Beirut con el título de "Independence 05".

### Activismo
El 8 de octubre de 2007, en una conferencia de prensa que conmemoraba la captura del Che Guevara 40 años antes, Elefteriades lanzó una campaña pública llamada "No pagaremos las odiosas deudas del Líbano". El objetivo de esta acción era ejercer presión sobre el estado para que adoptara medidas sobre la deuda pública sin precedentes del Líbano, de unos 40 mil millones de dólares, que, en el momento de esa conferencia de prensa, era la mayor deuda del mundo con respecto al PIB. La finalidad de la campaña fue concienciar dentro y fuera del país sobre la naturaleza de los préstamos del Líbano con el objetivo final de eliminar su deuda. Como resultado de sus actividades, la Asociación de Bancos del Líbano pidió el enjuiciamiento de Elefteriades, viéndolo como una amenaza para la estabilidad financiera del Líbano.
En agosto de 2015, Michel Elefteriades lanzó el "Movimiento de los Disgustados" en el Líbano, para derrumbar un sistema que ha estado en vigor durante décadas.

### El Ejército Libanés

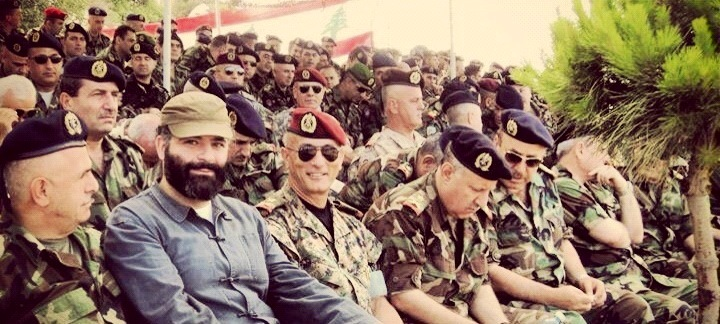
Michel Elefteriades with the commanders of battalions and regiments of the Lebanese army.

Debido a su pasado militar y a su participación en el ejército, Michel Elefteriades tiene sólidos vínculos con altos oficiales del ejército libanés.
Él es visto a menudo en ceremonias militares y en reuniones del ejército, y defendiendo implacablemente al ejército en programas de televisión.
En este sentido, Elefteriades ha lanzado una campaña llamando al régimen militar en Líbano en el programa de entrevistas número uno del país, "Kalam Ennas", que ha dado lugar a rumores de que Elefteriades ha estado planeando un golpe militar.
Por otro lado, Elefteriades organizó una manifestación en la Plaza de los Mártires de Beirut el 15 de octubre de 2015 para agradecer a su buen amigo, el general Chamel Roukoz, por el servicio prestado a su país.

## Ministerio
En febrero de 2021, el presidente libanés Michel Aoun se refirió a Elefteriades como ministro de cultura o ministro de turismo. Entregó un documento al primer ministro Saad Hariri en el que nombra a Michel Elefteriades.

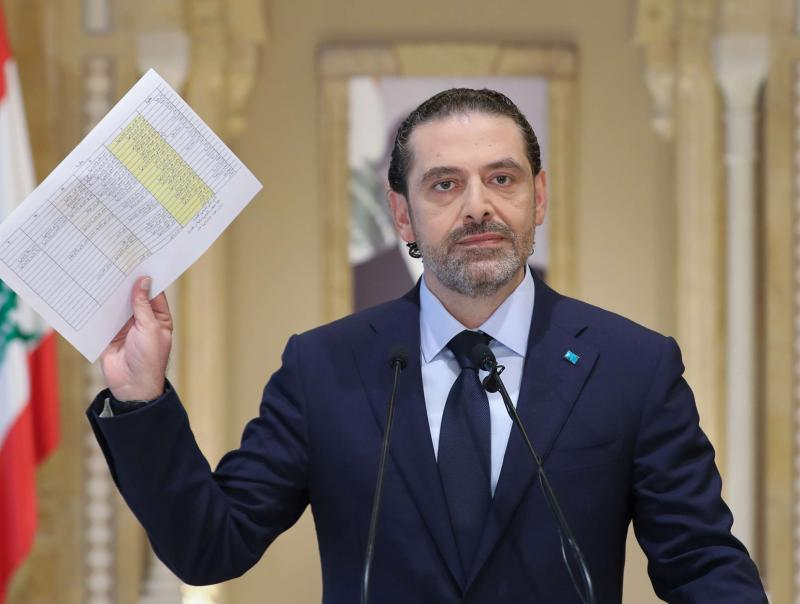
El primer ministro Saad Hariri presenta la lista de ministros sugeridos

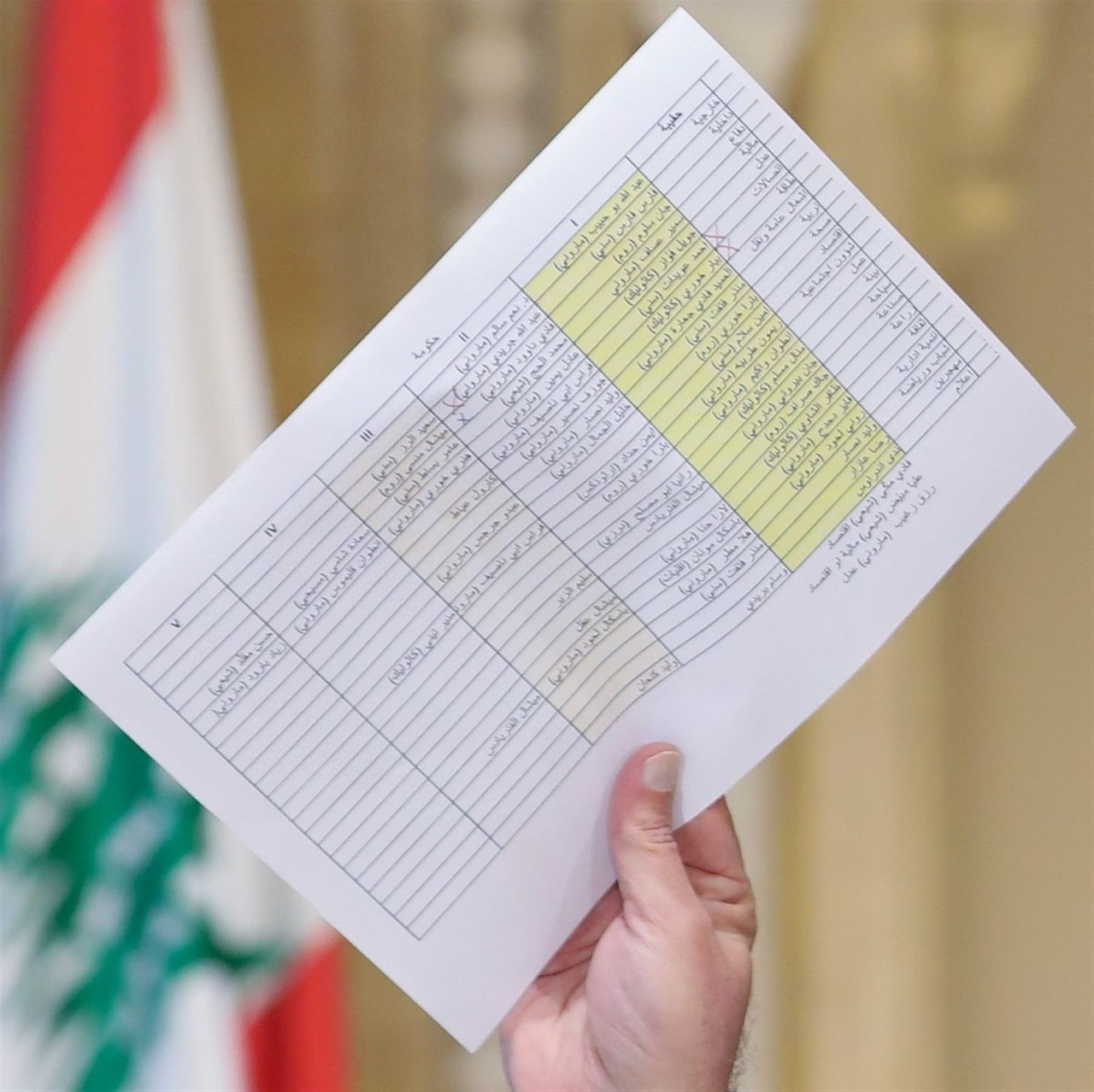
Lista de ministros sugeridos

## Compromisos Sociales

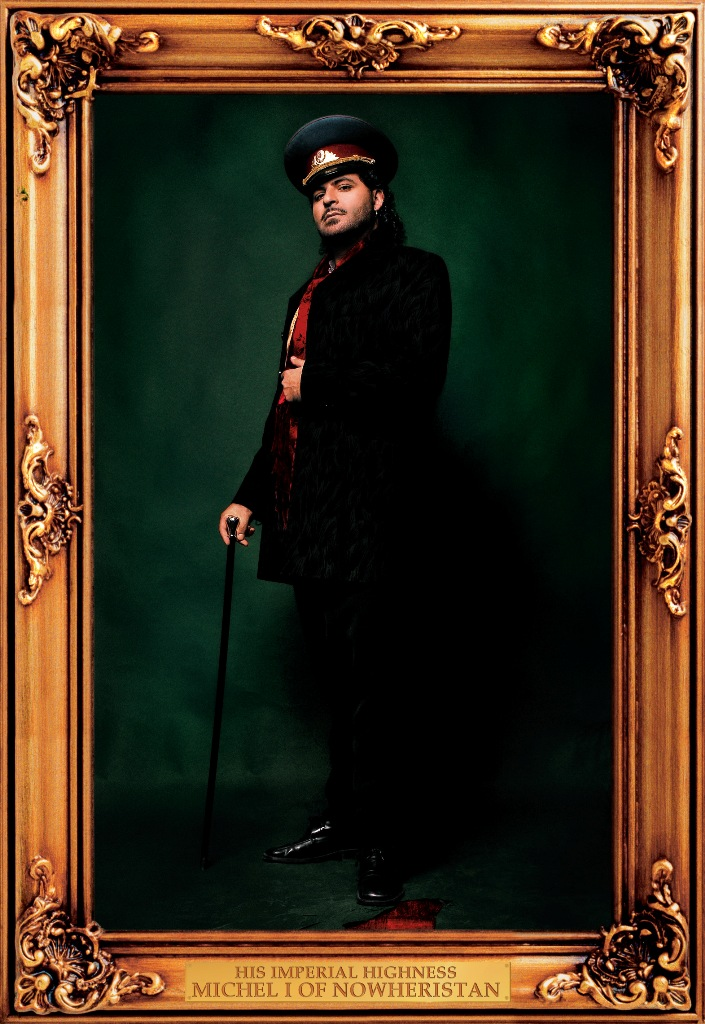
Michel Elefteriades

En la primavera de 2005, Elefteriades coorganizó un concierto en Beirut, presentando algunos de los nombres más importantes de la música libanesa: Nancy Ajram, Wadih Al Safi, Myriam Fares, Ramy Ayach, Marwan Khoury, Amal Hijazi. La recaudación del evento fue destinada, a través de las Naciones Unidas, a las víctimas del tsunami del sudeste de Asia. Ese mismo año organizó un concierto gratuito de la Orquesta Nacional de "Nowheristan" en el Palacio de la UNESCO, en colaboración con las Naciones Unidas, para celebrar el Día Internacional de la Paz.
En 2006, fue un miembro fundador de Pan-Arab Cultural Icons (o WAYYAK), una ONG cuya misión es influir en los barrios árabes desfavorecidos a través de la exposición a celebridades árabes.

## Promoción Nowheristan
Elefteriades imaginó un nuevo enfoque social, filosófico, político y cultural al 'fundar' una nueva nación que llamó "Nowheristan", dedicada a la justicia, la liberación y la igualdad. La proclamación del "Gran Imperio de Nowheristan" recibió el apoyo de las Naciones Unidas y del ministro libanés de Cultura. Miles de personas de todo el mundo han solicitado la ciudadanía.
Elefteriades, con el título que se otorgó a sí mismo, "Su Alteza Imperial Michel I de Nowheristan", promueve su creación con artículos, entrevistas y relaciones públicas en numerosos medios de comunicación internacionales, incluyendo: CNN, BBC, France 3 Méditerranée, France 24, TV5, TVE2, Al-Jazeera, Los Angeles Times, Der Spiegel, La Vanguardia, Paris-Match, L'Orient Le Jour, Daily Star, Hurriyet, Al-Ahram, Asharq Al-Awsat, De Standaard.